# Vrouwenhuis (Amsterdam)
Het Vrouwenhuis was een radicaalfeministisch bolwerk in Amsterdam, dat medio 1973 geopend werd. Het Vrouwenhuis in Amsterdam was het eerste in haar soort, maar het initiatief zou in andere steden navolging vinden.

## Geschiedenis
Eind jaren zestig, begin jaren zeventig ontstonden binnen de tweede feministische golf her en der vrouwenpraat- en actiegroepen. Om deze groepen in Amsterdam een plek te bieden, werd op 23 februari 1973 de Stichting Vrouwenhuis Amsterdam opgericht. Nadat verscheidene mogelijkheden voor huisvesting de revue waren gepasseerd, werd op 6 juni van dat jaar een kraakpand betrokken. Dit pand, de voormalige "Vaktekenschool Patrimonium" aan de Nieuwe Herengracht nummer 95, telde vier verdiepingen en het had een ruime tuin.
Enkele praatgroepen trokken er meteen in, gevolgd door verschillende andere gezelschappen en organisaties, zoals groepen Dolle Mina's, feministische uitgeverij De Bonte Was, vrouwenfilm-collectief Cinemien en Vrouwen voor Vrede. Later bood het Vrouwenhuis nog onderdak aan Fem-soc-groepen, de Vrouwenkrant, Paarse September, de Strijdijzers en Katijf. Er was ruimte voor een breed scala aan initiatieven, maar in soms pittige discussies nam men elkaar ook graag de feministische maat. Naast actie en discussie was er plaats voor informele contacten. Met uitzondering van klusjesmannen als elektriciens en loodgieters werden geen mannen tot het pand toegelaten.
In de loop van de jaren negentig veranderde het Vrouwenhuis in een multifunctioneel kantoren- en zalencentrum, dat op non-profitbasis ruimte bood aan allerlei groepen die zich op het gebied van de emancipatie begaven. Vanaf 1991 werden ook mannen tot het pand toegelaten, al kwam er pas in 1998 een herentoilet. In 2001 telde men zo'n 17.000 bezoekers per jaar, tegen 10.000 per maand in de hoogtijdagen. In 2003 werd de naam veranderd in Akantes, een organisatie die in 2014 failliet ging.

## Andere vrouwenhuizen
Tijdens de tweede feministische golf werden ook in andere steden Vrouwenhuizen gesticht. Soms door middel van kraken, zoals in Amsterdam, of door huisvesting via de gemeente.
- Alkmaar, Verdronkenoord 45.
- Arnhem, Bergstraat 16.
- Assen, Torenlaan 4.
- Breda
- Den Haag, Anna Paulownastraat 15.
- Dordrecht, Nieuwstraat 60.
- Eindhoven, Tramstraat 11.
- Groningen. Vanaf 15 februari 1975 aan de Raamstraat 5, later Hereweg 9.
- Haarlem, Meester Lottelaan.
- Hoorn
- Leeuwarden. Vanaf 29 oktober 1977 aan de Westerplantage 32, vanaf 1 november 1980 aan de Willemskade 38.
- Meppel, Kortestraat 1.
- Nijmegen
- Rotterdam, Van Vollenhovenstraat 62a
- Utrecht. Vanaf 1974, Twijnstraat 69.